# Зарзма (монастир)
Зарзмський Преображенський монастир (zarzmis p'erists'valebis monasteri ) — православний християнський монастир доби Середньовіччя, розташований у селі Зарзма в регіоні Самцхе-Джавахетія, на південному заході Грузії.
Монастир знаходиться у лісистій долині річки Квабліані та її притоки Дзіндзе в муніципалітеті Адігені, що за 30 км на захід від міста Ахалцихе. Це комплекс споруд, де головними будівлями є купольна церква та дзвіниця, одна з найбільших у Грузії. 

## Історія
Найдавніша церква на цьому місці була, ймовірно, побудована у VIII столітті ( в інших джерелах — 6 або 7 століття) монахом Серапіоном із Зарзми, чиє життя описане в агіографічному романі учня Серапіона, Василія Зарзмського. Згідно з цією роботою, великий дворянин Георгій Чорчанелі зробив значні пожертви (селища, маєтки) монастирю. Кажуть, що головну церкву монастиря збудував архітектор Гарбанелі. Проте збережена будівля побудована в перших роках 14 століття. Її будівництво спонсорував Бека I, князь Самцхе та лорд Верховний наказник Грузії з роду Джакелі. В той самий час повстала і дзвіниця. Від попереднього монастиря зберігся грузинський напис кінця 10 століття, що розташований у вхідній арці каплиці. Напис повідомляє про військову допомогу, надану грузинськими вельможами візантійському імператору Василю II проти бунтівного генерала Барди Склера в 979 році . Родина Хурсідзе у 1544 році реконструювала монастир. У 1577 році вони також переробили дзвіницю, яка стала церквою. Фрески зазнали значних руйнувань під час османського панування.
В 16 столітті, після османського завоювання території, монастир був занедбаний і залишався без змін до кінця 19 — початку 20 століття. Пізніше він був реконструйований архітектором В. Ф. Свиньїном та художником А. С. Славцевим, але деякі унікальні характеристики дизайну були втрачені в процесі. 
Цей монастир діючий і в ньому проживає громада грузинських ченців. Це також місце паломництва та туризму.

## Архітектура
У монастирському комплексі привертає увагу головна церква. Крім того, він містить дзвіницю з південного заходу з каплицею, чотири менші церкви зі сходу, півночі та півдня від головної церкви.
Головна церква має хрестоподібний план. Вона має два входи, південний (з порталом), і західний. Портал незвично витягнутий уздовж стіни. Купольний толобат містить дванадцять вікон, половина з яких не справжні, як це було природно в той час. Ще одну цікаву особливість можна побачити на внутрішніх стовпах. Їх ліпнина виконана з багетів, розділених горизонтальними смугами. Західні хори несправжні, декоративні.
Стіни вкриті прямокутними квадрами. Фасади церкви поліхромні, щедро декоровані, інтер’єр розписаний фресками. Зовнішнє оздоблення, знову ж таки типове для церков XIV століття, розміщено навколо дверей і вікон. Домінуючий мотив — хрест. Особливо щедро оздоблений східний фасад.
Крім релігійних циклів настінних розписів є серія портретів родини Якелі 14 століття, а також історичних діячів 16 століття. Нижня південна стіна включає: Sargis I, Beka I, Sargis II, Qvarqvare I. На північній стіні зображені Баграт III Імеретійський, Серапіон Хурцидзе, Георгій Чорчанелі, двоє невідомих, на ім'я Араб і Курцик, а також Симон Гуріелі зі Сванетії. Католикос Євфим зображений перед Христом.
Менша копія церкви Зарзма, відома як Ахалі Зарзма («Нова Зарзма»), розташована в тому ж муніципалітеті, поблизу Абастумані. Він був замовлений великим князем Георгієм Олександровичем, членом російської імператорської родини, у тбіліського архітектора Отто Якоба Сімонса, який побудував його між 1899 і 1902 роками, поєднавши середньовічний грузинський дизайн із сучасними архітектурними формами. Його інтер'єр розписав фресками російський художник Михайло Нестеров. 
Спочатку дзвіниця була частиною фортифікаційної стіни, а її перший поверх служив входом до монастиря. Верхній поверх являє собою восьмикутник з вісьмома арками. На ній тримається дзвіниця.
Інші церкви належать до зального типу.

## Зовнішні посилання
- Сайт монастиря Зарзма
- Монастир Зарзма, сайт парламенту Грузії
- Adigeni.com Путівник по Адігені та Зарзмі